# Čadovlje pri Tržiču
Čadovlje pri Tržiču – wieś w Słowenii, w gminie Tržič. W 2018 roku liczyła 78 mieszkańców.